# Атлантида (фильм, 1921)
«Атлантида» (фр. L'Atlantide) — французский научно-фэнтезийный приключенческий фильм 1921 года, поставленный режиссёром Жаком Фейдером по одноимённому роману 1919 года Пьера Бенуа.

## Сюжет
В 1911 году два французских офицера, капитан Моранж и лейтенант Сент-Ави, заблудились в пустыне Сахаре и открыли для себя легендарное королевство Атлантиду, управляемое нестареющей королевой Антинеей. Они становятся последними в ряду пленников, которых она взяла в любовники и которых убивают и бальзамируют в золоте после того, как они ей надоедают. Однако Моранж, уже оплакивающий утраченную любовь и собирающийся принять священный сан, равнодушен к ухаживаниям Антинеи и отвергает её. Разгневанная и униженная, она эксплуатирует ревность его друга Сен-Ави и подстрекает его убить Моранжа. В ужасе от содеянного, Сен-Ави решает бежать, в чём ему помогает секретарь Антинеи Танит-Зерга. После того как он чуть не умер в пустыне от жажды и истощения, его находит патруль солдат. Сент-Ави возвращается в Париж и пытается возобновить свою жизнь, но он не может забыть Антинею. Три года спустя он возвращается в пустыню и снова отправляется на поиски её королевства в сопровождении другого офицера, которому он рассказал свою историю.
Большая часть повествования содержится в длинном флэшбэке, когда Сент-Ави рассказывает о своем первом визите в Атлантиду; другие более короткие флэшбэки используются в этой структуре, создавая довольно сложную повествовательную структуру.